# 甲基紫
甲基紫（methyl violet），俗稱甲紫，是一系列同類的有机化合物，是副品红的四、五、六甲基衍生物（副品紅鹼）的混合物。可作为染料、酸碱指示剂、消毒剂。六甲基衍生物（10B）稀釋後可用作外用藥品。而不同比例的衍生物混合，可以製作出一系列不同深淺的紫色染料。一般來說，混合物的甲基比例愈多，染料的顏色亦較藍。這些衍生物的特色如下：
| 名称          | 甲基紫2B   | 甲基紫6B                       | 甲基紫10B（結晶紫）                                                                          |
| 结构式        |            |                                | Methyl violet 10B                                                                            |
| 化学式        | C23H26ClN3 | C24H28ClN3                     | C25H30ClN3                                                                                   |
| CAS编号       | 84215-49-6 | 8004-87-3                      | 548-62-9                                                                                     |
| C.I.          | 42536      | 42535                          | 42555                                                                                        |
| ChemSpider ID | 21164086   | 170606 （页面存档备份，存于）  | 10588 （页面存档备份，存于）                                                                 |
| PubChem ID    | 91997555   | 164877                         | 11057 （页面存档备份，存于）                                                                 |
| ChemSpider ID |            | 2006225 （页面存档备份，存于） | 3349 （页面存档备份，存于）, 9080056 （页面存档备份，存于）, 10354393 （页面存档备份，存于） |
| PubChem ID    |            | 2724053 （页面存档备份，存于） | 3468 （页面存档备份，存于）                                                                  |